# Murder on a Sunday Morning
Murder on a Sunday Morning (originele titel: Un coupable idéal) is een met een Oscar beloonde Engelstalige documentaire uit 2001 van regisseur Jean-Xavier de Lestrade. De rolprent ging op 26 februari 2003 in première.

## Inhoud
Wanneer een blanke toeriste vermoord wordt, pakt de politie van Jacksonville schijnbaar zonder aanleiding de vijftienjarige zwarte jongen Brenton Butler op, die toevallig in de buurt was. Ze probeert op allerlei manieren een aanklacht tegen hem te formuleren, voor hij na zes maanden gevangenschap onschuldig vrijgelaten wordt. Zijn toegewezen advocaat legt tijdens de verdediging van zijn cliënt een beerput van racisme, onkunde en corruptie bloot.
De volledige versie van Murder on a Sunday Morning duurt 111 minuten.

## Prijzen
- Academy Award voor Beste Documentaire
- Prix Italia - Prix Italia

## Dvd
Murder on a Sunday Morning kwam op 29 april 2003 in de Verenigde Staten op dvd uit.